# Нижній Армязь
Нижній Армя́зь (рос. Нижний Армязь, удм. Нижний Армязь) — присілок у складі Камбарського району Удмуртії, Росія.
Населення — 636 осіб (2010; 772 у 2002).
Національний склад:
- росіяни — 75 %